# Тусхаройське сільське поселення
Тусхаройське сільське поселення (рос. Тусхаройское сельское поселение) — сільське поселення у складі Ітум-Калінського району Чечні Російської Федерації з адміністративним центром в селі Тусхарой. Кількість населення становить 308 осіб (2022).

## Населення
Кількість населення становила (станом на 1 січня): 2010 року — 334, 2012 року — 316, 2013 року — 314, 2014 року — 310, 2015 року — 300, 2016 року — 296, 2017 року — 306, 2018 року — 301, 2019 року — 305, 2020 року — 309, 2021 року — 308, 2022 року — 308 особи.

## Населені пункти
- Басхо
- Бечиги
- Ботурчу
- Езіхо
- Тусхарой
- Цацах

## Історія
Утворене 20 лютого 2009 року, відповідно до закону Чеченської Республіки № 46-Р3 «Про утворення муніципального утворення Веденський район та муніципальних утворень, що входять до його складу, встановлення їхніх кордонів і наділення їх відповідним статусом муніципального району, міського та сільського поселення».